# (35589) 1998 HY80
1998 إتش واي 80 (ويعرف أيضًا باسم (35589) 1998 إتش واي 80 وفق تسمية الكوكب الصغير) (بالإنجليزية: 1998 HY80)‏ هو كويكب ضمن حزام الكويكبات؛ وترتيبه 35589 من حيث الاكتشاف.
اكتُشف هذا الجُرم الفلكي بواسطة بحث لنكولن عن الكويكبات القريبة من الأرض في 21 أبريل 1998.

## وصلات خارجية
- (35589) 1998 HY80 في قاعدة بيانات مختبر الدفع النفاث لأجرام النظام الشمسي الصغيرة

- الاكتشاف · مخطط المدار ·  العناصر المدارية · المعلمات المادية

- (35589) 1998 HY80 على موقع ويكي سكاي: DSS2, SDSS, GALEX, IRAS, Hydrogen α, X-Ray, Astrophoto, Sky Map, Articles and images